# トンニャット県
トンニャット県（トンニャットけん、ベトナム語：Huyện Thống Nhất / 縣統一?）は、ベトナムドンナイ省に位置する県である。面積は250.2 km²、人口は165,280人（2019年）である。

## 行政区画
1市鎮9社から構成される。
- ダウザイ市鎮（Dầu Giây /油之）
- バウハム2社（Bàu Hàm 2 / 保咸二）
- ザータン1社（Gia Tân 1 / 嘉新一）
- ザータン2社（Gia Tân 2 / 嘉新二）
- ザータン3社（Gia Tân 3 / 嘉新三）
- ザーキエム社（Gia Kiệm /嘉儉）
- フンロック社（Hưng Lộc /興綠）
- 25路社（Lộ 25 / 路25）
- クアンチュン社（Quang Trung / 光中）
- スアンティエン社（Xuân Thiện / 春善）